# Sergueï Kopliakov
Sergueï Viktorovitch Kopliakov (russe : Сергей Викторович Копляков), né le 23 janvier 1959 à Orcha (RSS de Biélorussie), est un nageur soviétique, spécialiste des courses de sprint en nage libre (100 et 200 mètres).
Âgé de 17 ans, Kopliakov participe aux Jeux olympiques de Montréal en 1976 au sein de la délégation soviétique. Il y décroche la première récompense internationale de sa carrière : l'argent au titre du relais 4 × 200 m nage libre. L'année suivante, il se distingue de nouveau en relais en remportant deux médailles dont une en or lors des championnats d'Europe se tenant à Jönköping en Suède. En 1978, il remporte une médaille collective lors des championnats du monde de Berlin.
Détenteur du record du monde du 200 m nage libre depuis 1979, le Soviétique confirme son rang lors des Jeux olympiques de 1980 organisés à Moscou. Le nageur y remporte en effet le titre olympique en 1 min 49 s 81 avant de remporter deux médailles par le biais de relais : l'or avec le relais 4 × 200 m nage libre, l'argent avec le relais 4 × 100 m 4 nages.
En 1981, le nageur soviétique se distingue en gagnant trois nouveaux titres européens à Split dont un en individuel.

## Palmarès

### Jeux olympiques
- Jeux olympiques de 1976 à Montréal (Canada) :
  -  Médaille d'argent au titre du relais 4 × 200 m nage libre (7 min 27 s 97).

- Jeux olympiques de 1980 à Moscou (Union soviétique) :
  -  Médaille d'or sur 200 m nage libre (1 min 49 s 81).
  -  Médaille d'or au titre du relais 4 × 200 m nage libre (7 min 23 s 50).
  -  Médaille d'argent au titre du relais 4 × 100 m 4 nages (3 min 45 s 92).

### Championnats du monde
- Championnats du monde 1978 à Berlin (Allemagne de l'Ouest) :
  -  Médaille d'argent au titre du relais 4 × 200 m nage libre (7 min 28 s 41).
  -  Médaille de bronze sur 200 m nage libre (1 min 51 s 33).

### Championnats d'Europe
- Championnats d'Europe 1977 à Jönköping (Suède) :
  -  Médaille d'or du relais 4 × 200 m nage libre.
  -  Médaille de bronze du relais 4 × 100 m nage libre.
- Championnats d'Europe 1981 à Split (Yougoslavie) :
  -  Médaille d'or du 200 m nage libre
  -  Médaille d'or du relais 4 × 100 m nage libre.
  -  Médaille d'or du relais 4 × 200 m nage libre.